# Episodi di Chicago Fire (prima stagione)
La prima stagione della serie televisiva Chicago Fire è stata trasmessa per la prima volta sul canale statunitense NBC dal 10 ottobre 2012 al 22 maggio 2013.
In Italia la stagione è stata trasmessa in prima visione sul canale a pagamento del gruppo Mediaset Premium Action dal 7 settembre 2013 all'11 gennaio 2014. La stagione è andata in onda anche nella Svizzera italiana su RSI La2 dal 29 settembre 2013 al 20 ottobre 2013 sono stati trasmessi gli episodi dall'8 al 18 in prima visione assoluta in italiano. Gli episodi 19, 20, 21, 22, 23 e 24 sono stati trasmessi nuovamente in prima visione assoluta in lingua italiana da Premium Action. Dal 15 luglio 2014 la serie è stata trasmessa su Italia 1.
| nº | Titolo originale      | Titolo italiano                  | Prima TV USA     | Prima TV Italia   |
| -- | --------------------- | -------------------------------- | ---------------- | ----------------- |
| 1  | Pilot                 | La squadra                       | 10 ottobre 2012  | 7 settembre 2013  |
| 2  | Mon Amour             | Grazie, mon amour                | 17 ottobre 2012  | 14 settembre 2013 |
| 3  | Professional Courtesy | Un atto dovuto                   | 24 ottobre 2012  | 21 settembre 2013 |
| 4  | One Minute            | Un minuto                        | 31 ottobre 2012  | 28 settembre 2013 |
| 5  | Hanging On            | Prova a resistere!               | 7 novembre 2012  | 5 ottobre 2013    |
| 6  | Rear View Mirror      | La verità ha un prezzo           | 14 novembre 2012 | 12 ottobre 2013   |
| 7  | Two Famillies         | Problemi di famiglia             | 21 novembre 2012 | 19 ottobre 2013   |
| 8  | Leaving the Station   | Una scelta difficile             | 5 dicembre 2012  | 20 ottobre 2013   |
| 9  | It Ain't Easy         | Fratelli                         | 12 dicembre 2012 | 27 ottobre 2013   |
| 10 | Merry Christmas, Etc. | Con tanti auguri di Buon Natale! | 19 dicembre 2012 | 27 ottobre 2013   |
| 11 | God Has Spoken        | È tutto scritto                  | 2 gennaio 2013   | 3 novembre 2013   |
| 12 | Under the Knife       | Sotto torchio                    | 9 gennaio 2013   | 3 novembre 2013   |
| 13 | Warm and Dead         | Una morte annunciata             | 30 gennaio 2013  | 17 novembre 2013  |
| 14 | A Little Taste        | Un piccolo assaggio              | 6 febbraio 2013  | 24 novembre 2013  |
| 15 | Nazdarovya!           | Alla salute                      | 13 febbraio 2013 | 24 novembre 2013  |
| 16 | Viral                 | Alla ricerca della normalità     | 20 febbraio 2013 | 1º dicembre 2013  |
| 17 | Better to Lie         | Meglio mentire                   | 27 febbraio 2013 | 1º dicembre 2013  |
| 18 | Fireworks             | Fuochi d'artificio               | 20 marzo 2013    | 8 dicembre 2013   |
| 19 | A Coffin That Small   | Un gioco mortale                 | 27 marzo 2013    | 21 dicembre 2013  |
| 20 | Ambition              | Ambizioni                        | 3 aprile 2013    | 23 dicembre 2013  |
| 21 | Retaliation Hit       | Reazione a catena                | 1º maggio 2013   | 28 dicembre 2013  |
| 22 | Leaders Lead          | In prima linea                   | 8 maggio 2013    | 4 gennaio 2014    |
| 23 | Let Her Go            | Lasciala andare                  | 15 maggio 2013   | 4 gennaio 2014    |
| 24 | A Hell of a Ride      | Un viaggio inaspettato           | 22 maggio 2013   | 11 gennaio 2014   |

## La squadra
- Titolo originale: Pilot
- Diretto da: Jeffrey Nachmanoff
- Scritto da: Michael Brandt, Derek Haas

### Trama
I membri della Chicago Firehouse 51 sono scossi dopo la perdita del vigile del fuoco Andy Darden. In caserma arriva il nuovo candidato Peter Mills. Il comandante dell'autopompa Matthew Casey e il comandante della squadra Kelly Severide si accusano a vicenda per la morte di Darden. Tuttavia essi devono superare gli attriti quando un altro collega, Christopher Herrmann, rimane gravemente ferito. Nel frattempo il paramedico Gabriela Dawson esegue una procedura rischiosa in campo e, in seguito, verrà richiamata per questo. Casey attraversa un momento difficile con la sua fidanzata Hallie.
- Ascolti USA: telespettatori 6.610.000[1]

## Grazie, mon amour
- Titolo originale: Mon Amour
- Diretto da: Tom DiCillo
- Scritto da: Michael Brandt, Derek Haas

### Trama
Severide sta nascondendo un grave infortunio riportato durante l'incendio che ha ucciso Andy Darden. La vedova di quest'ultimo lo accusa di essere stato la causa della morte di suo marito. I membri del camion si chiedono perché il loro stemma sia una capra, e viene raccontata la storia che, nel passato, nella caserma veniva tenuta una capra in giardino per evitare di tagliare l'erba. I vigili del fuoco danno il benvenuto a Nicki, una giovane donna che sembra avere un debole per Kelly. Quando in un cantiere avviene un crollo un operaio morente chiede a Severide di inviare un messaggio alla moglie. Matt decide di sistemare le cose con Hallie. Quando Otis chiede formalmente di poter ridisegnare il logo del camion scopre che la storia della capra era totalmente inventata, e l'animale è il riferimento all'ex agente LaCapra, mentore del comandante della caserma.
- Guest star: Jeffrey DeMunn (Operaio Peter).

- Ascolti USA: telespettatori 5.850.000[2]

## Un atto dovuto
- Titolo originale: Professional Courtesy
- Diretto da: Joe Chappelle
- Scritto da: Michael Brandt, Derek Haas

### Trama
I vigili del fuoco rispondono a una chiamata per un incidente stradale in cui un ragazzo rimane paralizzato. Il guidatore ubriaco che ha causato l'incidente è il figlio del detective Voight, un poliziotto corrotto che vuole coprire il tutto. Tuttavia Casey è determinato a esporre la verità, nonostante le minacce del detective. Intanto Peter decide di lasciare il suo lavoro alla tavola calda di famiglia, ma la madre non è felice di questa scelta per paura che possa accadergli qualcosa come successe a suo marito defunto, ex vigile del fuoco.
- Ascolti USA: telespettatori 6.420.000[3]

## Un minuto
- Titolo originale: One Minute
- Diretto da: Gloria Muzio
- Scritto da: Michael Brandt, Derek Haas

### Trama
Un senzatetto muore in un incendio. Peter Mills gli avrebbe salvato la vita se avesse avuto un altro minuto, ma il capo Boden aveva richiamato tutti a uscire fuori di li, in quanto l'edificio stava per esplodere. Boden sa che ha fatto la cosa giusta, ma il fratello della vittima minaccia di fare causa alla città. Nel frattempo il detective Voight passa al livello successivo, nel suo tentativo di intimidire Casey. Kelly trova sospetto che ultimamente una vecchia signora sia presente in diversi incendi accidentali. Leslie scopre alcune notizie sorprendenti su una sua ex fidanzata.
- Guest star: Jason Beghe (Detective Hank Voight).

- Ascolti USA: telespettatori 5.620.000[4]

## Prova a resistere!
- Titolo originale: Hanging On
- Diretto da: Jean de Segonzac
- Scritto da: Michael Brandt, Derek Haas

### Trama
Il problema al braccio di Kelly peggiora e si rivolge a una sua ex per aiutarlo, che è un rappresentante farmaceutico. Gabriela rischia di essere sospesa dopo avere colpito l'amico di un paziente. Matt si stanca delle molestie di Voight e decide di reagire, anche se Hallie e il comandante Boden lo avvertono di non fare niente di stupido.
- Guest star: Jason Beghe (Detective Hank Voight).
- Ascolti USA: telespettatori 7.030.000[5]

## La verità ha un prezzo
- Titolo originale: Rear View Mirror
- Diretto da: Joe Chappelle
- Scritto da: Michael Brandt, Derek Haas

### Trama
Gabriela si prepara per la sua udienza per la sospensione e Casey per la sua deposizione. Quando diventa evidente che il detective Voight farebbe di tutto per proteggere suo figlio Hallie, Matt inizia ad avere paura per la propria vita. L'unica speranza di Casey è che il detective Antonio Dawson, fratello maggiore di Gabriela, fermi Voight prima che sia troppo tardi.
- Guest star: Jason Beghe (Detective Hank Voight).
- Ascolti USA: telespettatori 5.770.000[6]

## Problemi di famiglia
- Titolo originale: Two Families
- Diretto da: Michael Slovis
- Scritto da: Michael Brandt, Derek Haas

### Trama
Tra un laboratorio di metanfetamine che esplode, una sparatoria tra bande e un tamponamento a catena tra dieci auto, la caserma dei pompieri è molto occupata nel giorno del Ringraziamento. Nel frattempo Boden vuole aiutare un bambino, Otis inizia un podcast, Matt e Hallie hanno un altro discorso sul loro futuro e Severide è in grossi guai quando il capo ordina a tutti di fare un test antidroga.
- Ascolti USA: telespettatori 5.431.000[7]

## Una scelta difficile
- Titolo originale: Leaving the Station
- Diretto da: Constantine Makris
- Scritto da: Michael Brandt, Derek Haas

### Trama
Dopo avere visto i resti di una vittima schiacciato da un treno, Peter è sconvolto e considera di lasciare la caserma. Gabriela attira di nuovo l'ira dei suoi superiori quando accusa una madre di avere avvelenato la figlia. Leslie si scontra con il marito di Clarice (una sua ex bisessuale, incinta) e Mouch si presenta molto ostile durante una visita di un gruppo canadese.
- Ascolti USA: telespettatori 7.210.000[8]

## Fratelli
- Titolo originale: It Ain't Easy
- Diretto da: Tom DiCillo
- Scritto da: Michael Brandt, Derek Haas

### Trama
Dopo l'inalazione di polvere di magnesio in un incendio, Vargas riporta una grave lesione polmonare che lo costringe a lasciare il suo lavoro. Il capo Boden ha il timore che il quattordicenne Ernie sia dietro ad alcuni recenti incendi ad alcuni cassonetti. Il tentativo di Cruz per fare uscire il suo fratellino da una gang gli si ritorce contro. Severide riceve un invito a cena da Renée, una donna molto attraente che ha salvato da un incidente d'auto.
- Ascolti USA: telespettatori 4.870.000[9]

## Con tanti auguri di Buon Natale!
- Titolo originale: Merry Christmas, Etc.
- Diretto da: Steve Shill
- Scritto da: Michael Brandt, Derek Haas

### Trama
Un'indagine degli Affari Interni viene avviata quando una donna accusa i pompieri di avere rubato una collana di diamanti da casa sua durante un incendio in cucina. L'investigatore capo è un vecchio nemico di Casey. Il capo interroga Shay e Dawson su alcuni narcotici che sono scomparsi dall'ambulanza. Joe Cruz è di fronte a un grande dilemma morale cercando di fare uscire il suo fratellino da una gang. Gabriela chiede a Matt di uscire come scusa per confessargli il suo amore per lui con un bacio, ma Casey la rifiuta dicendole che preferisce che siano solo buoni amici, e le cose tra Kelly e Renée si surriscaldano.
- Ascolti USA: telespettatori 6.750.000[10]

## È tutto scritto
- Titolo originale: God Has Spoken
- Diretto da: Daniel Sackheim
- Scritto da: Michael Brandt, Derek Haas

### Trama
Casey visita sua madre in prigione.
- Ascolti USA: telespettatori 8.540.000[11]

## Sotto torchio
- Titolo originale: Under the Knife
- Diretto da: Alex Chapple
- Scritto da: Michael Brandt, Derek Haas

### Trama
La madre di Casey gli chiede di parlare per lei alla prossima udienza per la libertà vigilata. Kelly parla con il capo dei suoi problemi alla spalla e viene sospeso fino agli esiti delle visite. Peter viene richiamato dal capo che gli dice che se continuerà la relazione con la sua collega rischia il posto. Nel frattempo le chiamate del giorno includono un incidente aereo e un furgone pieno di immigrati clandestini che sono stati lasciati a morire.
- Ascolti USA: telespettatori 8.040.000[12]

## Una morte annunciata
- Titolo originale: Warm and Dead
- Diretto da: Alik Sakharov
- Scritto da: Michael Brandt, Derek Haas

### Trama
Dopo avere appreso che un intervento chirurgico sperimentale potrebbe ridurre significativamente il tempo di recupero, Kelly inizia ad avere un po' di ripensamenti circa la sua decisione di trasferirsi a Madrid con Renée, così chiede un consiglio a suo padre. Matt parla per la madre in udienza. Boden cerca di salvare Ernie, ma potrebbe essere troppo tardi. Peter porta un cucciolo alla stazione. Inoltre Clarice torna nella vita di Leslie.
- Ascolti USA: telespettatori 7.310.000[13]

## Un piccolo assaggio
- Titolo originale: A Little Taste
- Diretto da: Arthur W. Forney
- Scritto da: Michael Brandt, Derek Haas

### Trama
Un mese dopo aver lasciato il lavoro, Severide ritorna in caserma completamente guarito, solo per scoprire che la persona che lo ha sostituito è il fratello di una sua ex fidanzata. Otis riconsidera la sua decisione di trasferirsi. Herrmann, Gabriela e Otis comprano un bar. La madre di Casey viene rilasciata sulla parola e va a vivere con suo figlio. Gabriela vede suo fratello Antonio disteso a terra sanguinante.
- Guest star: Mike Starr (Boss del crimine Arthur).
- Ascolti USA: telespettatori 6.600.000[14]

## Alla salute
- Titolo originale: Nazdarovya!
- Diretto da: Joe Chappelle
- Scritto da: Michael Brandt, Derek Haas

### Trama
Al fine di aiutare il fratello, Gabriela contatta un vecchio nemico, anche se questo potrebbe rovinare la sua amicizia con Casey. Hermann si vendica quando Arthur, il socio occulto del bar, tenta di intimidirlo. Leslie e Clarice cercano di evitare una causa legale per la custodia del figlio con Daniel. Severide rintraccia la sua ex fidanzata e Casey si confronta con sua madre circa il motivo per cui ha ucciso suo padre. La caserma dei pompieri deve affrontare due emergenze contemporaneamente: un bambino che sta per annegare e una casa crollata.
- Guest star: Jason Beghe (Detective Hank Voight), Mike Starr (Boss del crimine Arthur).
- Ascolti USA: telespettatori 6.650.000[15]

## Alla ricerca della normalità
- Titolo originale: Viral
- Diretto da: Michael Brandt
- Scritto da: Michael Brandt, Derek Haas

### Trama
Per alleviare il suo opprimente senso di colpa, Cruz diventa troppo zelante nel lavoro, mettendo la vita di un collega a rischio. Otis, Herrmann e Gabby trovano una cassaforte nascosta nel loro bar. Kelly finalmente affronta Renée Whaley. Casey si incontra con la sorella per decidere cosa fare della loro madre, che ha agito abbastanza incautamente. Nel frattempo Leslie si sforza di dimostrare che può essere una buona madre per il bambino di Clarice.
- Ascolti USA: telespettatori 6.500.000[16]

## Meglio mentire
- Titolo originale: Better to Lie
- Diretto da: Joe Chappelle
- Scritto da: Michael Brandt, Derek Haas

### Trama
Shay, dopo la rottura con Clarice, decide che vuole avere un figlio da sola. Gabby, Herrmann e Otis vogliono rintracciare il proprietario del box per dargli il contenuto che hanno trovato nella cassaforte. Alla scena di un incidente Peter Mills convince coraggiosamente un uomo a non suicidarsi. In seguito, presso la cena annuale dell'accademia, Gabby e Peter escono come coppia e Heather bacia Casey.
- Ascolti USA: telespettatori 6.620.000[17]

## Fuochi d'artificio
- Titolo originale: Fireworks
- Diretto da: Karen Gaviola
- Scritto da: Michael Brandt, Derek Haas

### Trama
Peter inizia a esaminare la morte del padre e si confronta con Benny Severide sull'accaduto, mentre Boden chiede a Gabriela di mantenere un segreto. Kelly vuole aiutare un uomo anziano il cui ristorante è stato bruciato come messaggio di intimidazione, ma nulla è come sembra. Heather invita a cena Matt. Lei vorrebbe iniziare una storia con lui, ma Casey non se la sente di stare con la moglie del suo defunto amico.
- Ascolti USA: telespettatori 6.390.000[18]

## Un gioco mortale
- Titolo originale: A Coffin That Small
- Diretto da: Darnell Martin
- Scritto da: Michael Brandt, Derek Haas

### Trama
Matt è sconvolto con Kelly perché vuole Peter nella squadra di salvataggio. Ulteriori tensioni sorgono quando Kelly vede Matt con Heather e pensa che lui vada a letto con lei. Kelly accetta di avere un bambino con Shay, ma lei non può permettersi l'inseminazione artificiale, che la conduce a una decisione sorprendente. La caserma dei pompieri viene colpita e Casey segue un'intuizione al fine di trovare i colpevoli. I vigili del fuoco rispondono alla chiamata di un bambino rimasto incastrato in un condotto dell'aria; purtroppo il bambino non ce la fa e la caserma 51 decide di onorare il funerale del piccolo partecipando in alta uniforme. Herrmann cerca di ristabilire i contatti con la sua famiglia. La caserma dei pompieri ha una reazione commovente di fronte a una tragedia nel quartiere.
- Ascolti USA: telespettatori 6.850.000[19]

## Ambizioni
- Titolo originale: Ambition
- Diretto da: Arthur W. Forney
- Scritto da: Michael Brandt, Derek Haas

### Trama
Casey è arrabbiato con Mills perché passa molto tempo con i membri della squadra e tralascia i suoi doveri con i membri del camion, ma Peter è convinto che Matt potrebbe essere geloso di lui e Gabby. Shay e Severide hanno il loro primo grande litigio in qualità di futuri genitori. Tara è il nuovo candidato paramedico, ma non sembra avere quello che serve per il lavoro. Lei tuttavia fa una sorpresa scioccante a Severide. Qualcuno fa ritorno dal passato di Casey.
- Ascolti USA: telespettatori 6.370.000[20]

## Reazione a catena
- Titolo originale: Retaliation Hit
- Diretto da: Jean de Segonzac
- Scritto da: Michael Brandt, Derek Haas

### Trama
Severide deve affrontare le conseguenze delle accuse di Tara e alla caserma dei pompieri viene ordinato di partecipare a un seminario di sensibilità contro le molestie sessuali. Mills fa un grande lavoro di salvataggio, che suscita l'invidia di Hadley. Shay e Dawson devono superare un serpente velenoso, al fine di raggiungere la sua vittima. Matt e Hallie si riuniscono e scoprono che il loro vecchio nemico Voight è stato rilasciato dal carcere.
- Guest star: Jason Beghe (Detective Hank Voight).
- Ascolti USA: telespettatori 6.350.000[21]

## In prima linea
- Titolo originale: Leaders Lead
- Diretto da: Michael Slovis
- Scritto da: Michael Brandt, Derek Haas

### Trama
Severide decide di cercare nel passato di Tara per trovare la prova che lo avrebbe aiutato a combattere le accuse penali che lei gli ha rivolto. Peter chiede a Gabby di andare a vivere con lui, ma lei si sente gravata dal segreto che sta tenendo su sua madre. Le chiamate del giorno includono un palazzo crollato, un incidente d'auto e una vittima colpita da un fulmine. Entro la fine del turno una tragedia personale colpisce Casey, quando la sua compagna Hallie viene gravemente ferita durante un incendio alla sua clinica privata; presto per lei non c'è più niente da fare e Casey si ritrova distrutto dal dolore.
- Ascolti USA: telespettatori 6.890.000[22]

## Lasciala andare
- Titolo originale: Let Her Go
- Diretto da: Joe Chappelle
- Scritto da: Michael Brandt, Derek Haas

### Trama
Sulla scia della morte di Hallie, Casey deve unire le forze con il sergente Voight (appena uscito di prigione) e la sua squadra, al fine di rintracciare il suo assassino, anche se questo significa mettere la propria vita in pericolo. Peter è ancora scosso dopo la confessione di Gabby e questo potrebbe danneggiare il loro rapporto. Inoltre, mentre si prepara per la grande apertura del bar Molly's, Otis convince i suoi partner per fargli assumere la cugina russa come cameriera.
- Guest star: Jason Beghe (Detective Hank Voight).
- Nota: da questo episodio nasce Chicago P.D. che verrà trasmessa dall'8 gennaio successivo. La serie è basata sulla squadra guidata da Hank Voight.
- Ascolti USA: telespettatori 6.900.000[23]

## Un viaggio inaspettato
- Titolo originale: A Hell of a Ride
- Diretto da: Alex Chapple
- Scritto da: Michael Brandt, Derek Haas

### Trama
La squadra affronta un inferno quando un piccolo incendio in un carcere degenera in una situazione molto più pericolosa. Nel frattempo Cindy Herrmann entra in travaglio, Shay è in trepidante attesa per i suoi risultati del test di gravidanza e Mills affronta un punto di svolta nella sua vita sentimentale e della sua carriera.
- Ascolti USA: telespettatori 6.130.000[24]